# Eupithecia muscistrigata
Eupithecia muscistrigata là một loài bướm đêm trong họ Geometridae.